# Mazerat
Mazerat (lat. maceratio, macerare = einweichen) oder Mazeration, Kaltwasserauszug, Kaltauszug, Kaltansatz ist ein Verfahren, um leichtflüchtige oder thermisch instabile Inhaltsstoffe aus pflanzlichen (seltener aus tierischen oder mineralischen) Rohstoffen zu lösen.
In der Phytotherapie werden Kaltwasserauszüge angesetzt, um vor allem Schleimstoffe und Ätherische Öle aus den betreffenden Heilpflanzen zu lösen. Dazu wird das zerkleinerte Pflanzengut mit kaltem bis lauwarmem Wasser übergossen. Je nach Pflanze lässt man den Auszug bis zu zwölf Stunden stehen und seiht ihn anschließend ab.
Kaltwasserauszüge werden auch von Gärtnern zur Gewinnung von umweltverträglichen Schädlingsbekämpfungsmitteln angesetzt. Besonders bewährt haben sich Auszüge von Brennnesseln.